# 임병용
임병용은 GS건설의 부회장이다. 

## 생애
임병용은 1962년 8월 29일 서울에서 태어났다. 장훈고등학교와 서울대학교 법과대학을 졸업한 뒤 같은 학교 대학원에서 조세법 석사학위를 받았다. 이후에 LG그룹 구조조정본부에 입사하면서 LG그룹과 인연을 맺었다. 입사한 후에는 LG 회장실 상임변호사, LG텔레콤 전략기획부문장 등을 맡았다. 이후에 LG그룹과 GS그룹이 분리한 뒤 GS홀딩스 사업지원팀장 부사장, GS건설 경영지원 총괄사장, GS건설 대표이사 사장을 거쳐 현재 GS 건설의 부회장으로 승진했다.

## 기록
임병용은 2013년부터 GS건설을 이끌어왔는데 2016년에 이어 2019년 다시 한번 임기를 이어가면서 GS건설 최장수 전문경영인 기록을 갱신하게 됐다. 
GS건설은 김갑렬 전 대표가 LG건설 시절인 2002년 말부터 2009년 말까지 CEO를 맡아 최장수 전문경영인 기록을 지니고 있었다.